# Teorema de Rouché-Capelli
O teorema de Rouché–Capelli é um teorema em álgebra linear que determina o número de soluções para um sistema de equações lineares, dada a classificação de sua matriz aumentada e matriz de coeficientes. O teorema também é conhecido como: Teorema de Kronecker–Capelli na Áustria, Polônia, Romênia e Rússia; Teorema de Rouché–Fontené na França; Teorema de Rouché–Frobenius na Espanha e em muitos países da América Latina; Teorema de Frobenius na Chéquia e na Eslováquia.

## Definição formal
Um sistema de equações lineares com {\displaystyle n} variáveis tem solução se e somente se o posto de sua matriz de coeficientes {\displaystyle A} for igual ao posto de sua matriz aumentada {\displaystyle [A|b]}. Se houver soluções, elas formam um subespaço afim de {\displaystyle \mathbb {R} ^{n}} de dimensão {\displaystyle n-p(A)}. Em particular:
- se {\displaystyle n=p(A)}, a solução é única,
- caso contrário, existem infinitas soluções.

## Exemplo
Considere o sistema de equações
{\displaystyle {\begin{cases}x+y+2z=3\\x+y+z=1\\2x+2y+2z=2\end{cases}}}
A matriz de coeficientes é
{\displaystyle A={\begin{bmatrix}1&1&2\\1&1&1\\2&2&2\\\end{bmatrix}},}
e a matriz aumentada é
{\displaystyle (A|B)=\left[{\begin{array}{ccc|c}1&1&2&3\\1&1&1&1\\2&2&2&2\end{array}}\right].}
Visto que ambas têm o mesmo posto, a saber 2, existe pelo menos uma solução; e como seu posto é menor que o número de incógnitas, sendo o último 3, há infinitas soluções.
Em contraste, considere o sistema
{\displaystyle {\begin{cases}x+y+2z=3\\x+y+z=1\\2x+2y+2z=5\end{cases}}}
A matriz de coeficientes é
{\displaystyle A={\begin{bmatrix}1&1&2\\1&1&1\\2&2&2\\\end{bmatrix}},}
e a matriz aumentada é
{\displaystyle (A|B)=\left[{\begin{array}{ccc|c}1&1&2&3\\1&1&1&1\\2&2&2&5\end{array}}\right].}
Neste exemplo, a matriz de coeficientes tem posto 2, enquanto a matriz aumentada tem posto 3; portanto, este sistema de equações não tem solução. Na verdade, um aumento no número de colunas linearmente independentes tornou o sistema de equações inconsistente.